# هوراس جين
هوراس جين (بالإنجليزية: Horace Jayne)‏ هو عالم حيوانات أمريكي، ولد في 5 مارس 1859، وتوفي في 9 يوليو 1913.